# Paliçada (Região)

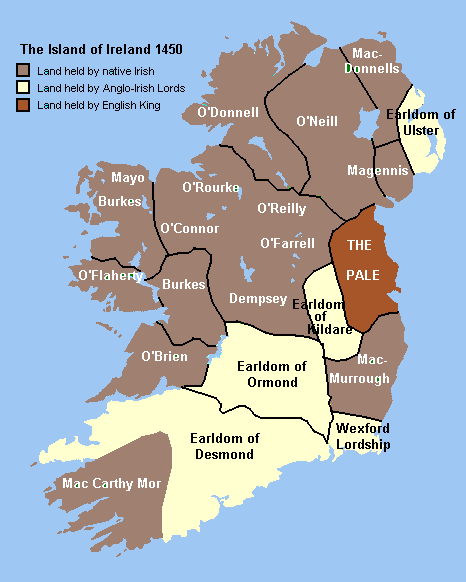
A zona que compreendia A Paliçada em 1450.

A Paliçada (em inglês, The Pale, em irlandês, An Pháil ou An Pháil Sasanach), consistia numa região fortificada que os ingleses construíram no final do século XV, nos arredores de Dublin, para se protegerem contra incursões dos irlandeses. Com uma extensão de 32 km, abarcava desde o sul em Dalkey, até uma guarnição aquartelada em Dundalk, ao norte de Drogheda. A fronteira interior chegava até Leixlip (Kildare) e Trim e pelo Norte, até Kells. Algumas das terras do distrito, cujos povos são conhecidos como Townlands, têm na atualidade um nome inglês e inclusive francês.
A zona contigua à Paliçada consistia em terrenos férteis e planos, facilitando a tarefa de defesa da guarnição. Através do comércio e da administração, uma versão da língua inglesa converteu-se na língua oficial de facto da região. Seu derivado moderno mais próximo é a pronúncia que possuem os naturais da província de Fingal. Até ao século XV, foi o único sector da Irlanda sob a autoridade do Rei inglês. O resto dos senhorios da ilha limitavam-se a pagar um tributo à Coroa como reconhecimento à autoridade inglesa. A situação não mudou até à conquista do ducado de Kildare por parte da casa Tudor.

## Etimologia
A palavra Pale deriva do vocábulo latíno palus, que significa «estaca»; daí provem o significado figurativo de limite e, eventualmente, a frase «Depois da paliçada», também derivada do conceito de limite, era a ideia de uma paliçada, como uma zona dentro da qual as leis locais eram válidas. Bem como à «Paliçada na Irlanda», o termo também se aplicava a vários outros assentamentos ingleses, como por exemplo a Pale of Settlement («Paliçada da Colónia»), que consistia numa área a oeste da Rússia Imperial onde se permitia aos judeus residir ( ver: Zona de Assentamento).

## História

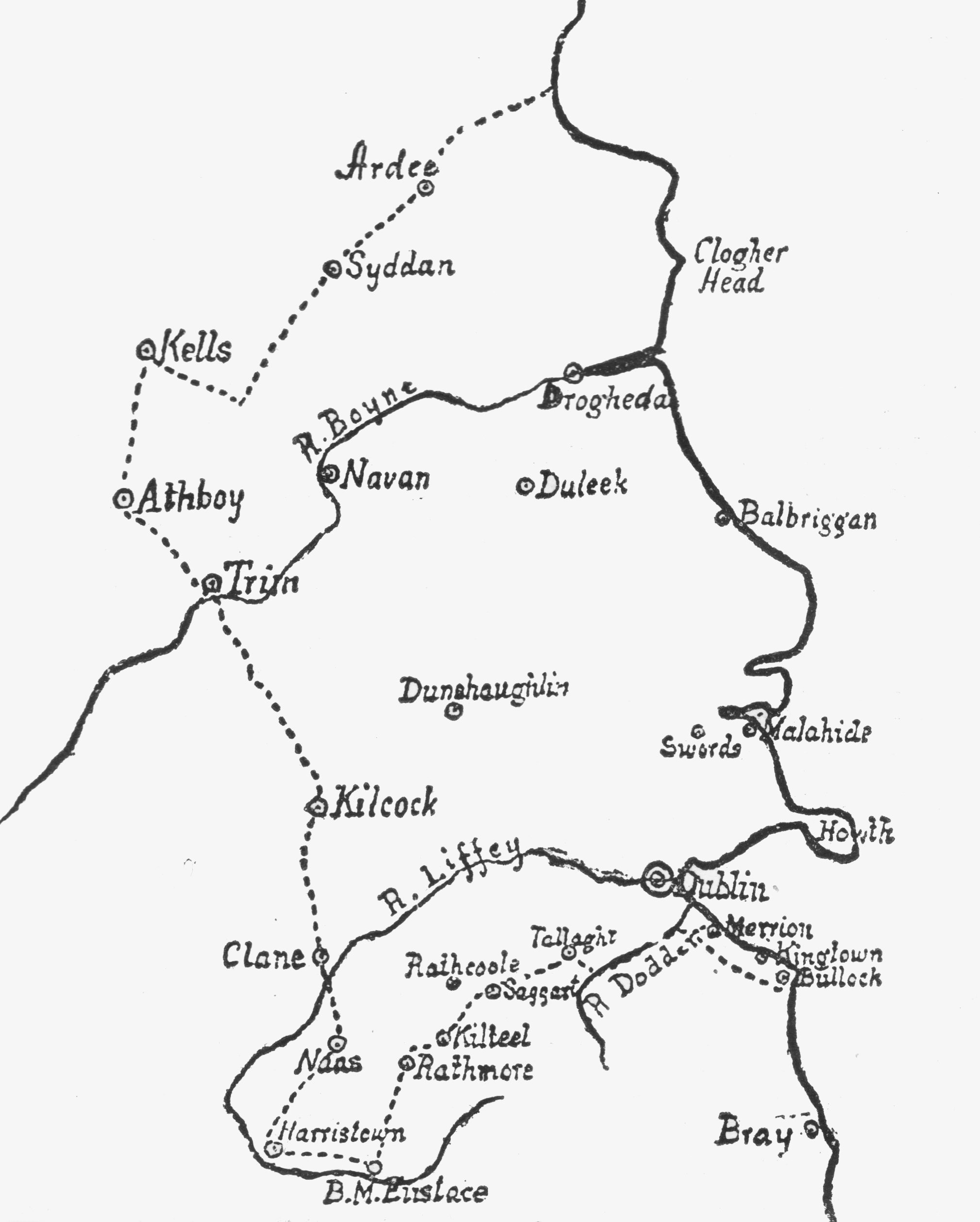
Área de "A Paliçada" em 1488

A invasão normanda dirigida por Henrique II provocou na ilha de Irlanda um tumulto de grande importância, pois foi o começo de uma longa série de incursões militares que manteve a Irlanda sob o assédio e domínio inglês durante oito séculos. Uma finalizada a invasão que começou em 1169, os «cavaleiros normandos», e seus súditos, provenientes em sua maioria de Gales e Cornualha, assimilaram a cultura do país na maioria da ilha. Os «senhores normandos» das províncias desenvolveram um sistema feudal totalmente autónomo, comportando-se como reis nos territórios sob sua autoridade, e ditando seus próprios códigos de leis, tal e como tinham feito os terratenentes gaélicos anteriormente. Como exceção a dito processo de assimilação, o território ao redor de Dublin carecia de senhor feudal que o governasse, pelo que passou diretamente para controlo da Coroa Inglesa. Não obstante, o poder da mesma viu-se enormemente debilitado pela Guerra dos Cem Anos e a Guerra das Duas Rosas, pelo que de maneira de fazer valer sua autoridade sobre os colonos, em 1366 criaram um parlamento em Drogheda, até que os Tudor mostraram um renovado interesse da coroa pelos assuntos irlandeses e o transferiram para Dublin, para posteriormente ele establecer os Estatutos proibicionistas: proibição da exogamia entre colonos e naturais, bem como o uso da língua irlandesa, da adoção de vestimentas gaélicas e de outros costumes típicos de Irlanda.  No entanto, a medida nunca chegou a se estabelecer completamente com sucesso, inclusive dentro da paliçada, já que esta era a primeira expansão de Dublin para uma zona conhecida como Irishtown. Posteriormente, já em 1641, os irlandeses revoltaram-se contra os ingleses, chegando a formar uma rede de Senhores Feudais para fazer frente aos colonizadores.

## Fortificação
A fronteira consistia essencialmente numa faixa fortificada e um baluarte construído ao redor das seções medievais dos condados de Louth, Meath, Dublin e Kildare, deixando a metade de Meath, a maior parte de Kildare e o sudoeste de Dublin fora da empalizada.
A seguinte descrição provem da Parroquia de Taney: História de Dundrum, para perto de Dublin e sua comunidade.
Dentro dos seus limites, a aristocracia, gentes e comerciantes, viviam a vida sem qualquer diferença dos seus homólogos em Inglaterra, salvo que faziam-no sob o constante temor de ser atacados por parte dos irlandeses.

## O fim da Paliçada

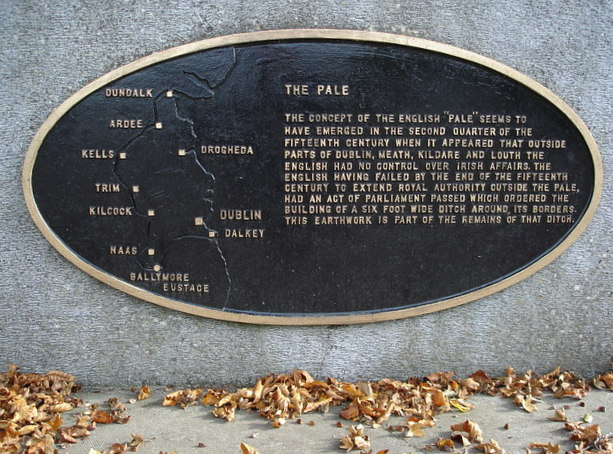
Placa moderna perto de Ballymore Eustace comemorando o fim da Paliçada.

Finalmente, após os séculos XVI e XVII, e especialmente após a reforma anglicana e da colonização do Ulster, os colonos assimilaram-se gradualmente à nação irlandesa, em grande parte devido a sua relativa renuncia ao catolicismo romano (aqueles que se mantiveram protestantes foram recompensados com um status superior). Mantiveram sua própria versão da língua inglesa, a qual tinha influências córnicas na maior parte. De fato uniram-se-lhes outros ingleses católicos que fugiam da perseguição da que eram objeto por parte da rainha Isabel I e os posteriores monarcas. (Inclusive no século XIX, Leinster tinha uns poucos falantes de gaélico). Esta promeinente massa de falantes de inglês de classe média e baixa, junto com a rejeição da classe ascendente protestante, conseguiu quase erradicar a fala celta da população irlandesa.